# Официант
Официа́нт (ж. р. официа́нтка, от фр. officiant, от лат. officiare — «прислуживать») — работник (работница) предприятий общественного питания, обслуживающий посетителей (прислуга) в ресторанах, кафе, барах.
Трактирный слуга, в Российской империи в XIX — начале XX веков — «полово́й», а «официантом» называлось лицо, обслуживавшее посетителей в ресторане европейского типа. В обязанности современного официанта, как правило, входят:
- принятие заказов от посетителей;
- получение от них расчёта за услуги;
- уборка столов после ухода посетителей;
- сервировка столов к приходу новых посетителей или после прихода (в зависимости от принципа работы заведения).

Официант не несёт материальной ответственности за сохранность посуды и выручки. Для успешной работы официанту необходимы физическая выносливость, хорошая координация движений, развитая зрительная память, способность к распределению внимания, коммуникабельность, стрессоустойчивость, вежливость, приветливость, знание этикета и арифметические способности. Многие официанты по требованию работодателей носят униформу.

## Должностные обязанности официанта

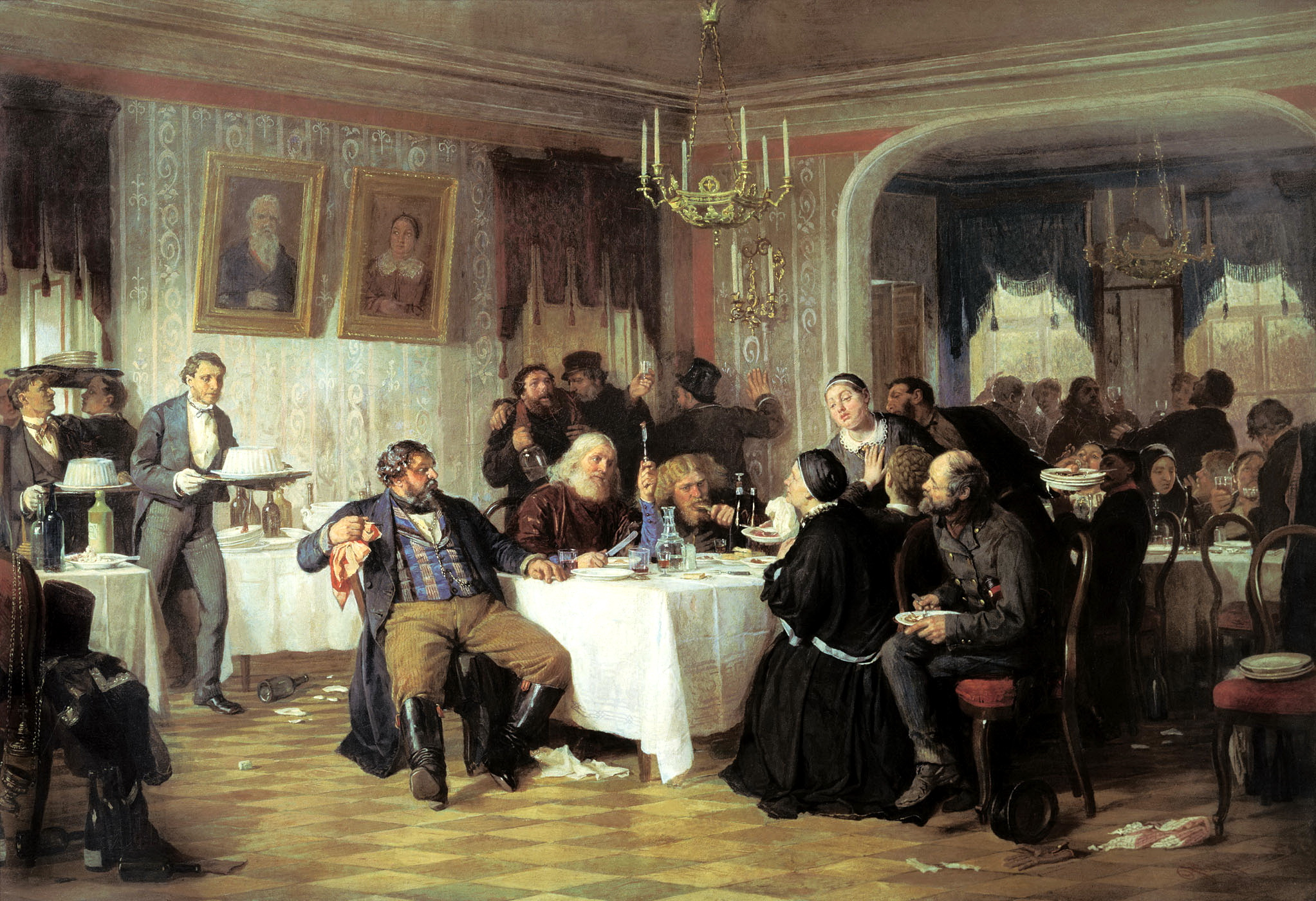
«Купеческие поминки». Картина работы Ф. С. Журавлёва, 1876. Государственная Третьяковская галерея

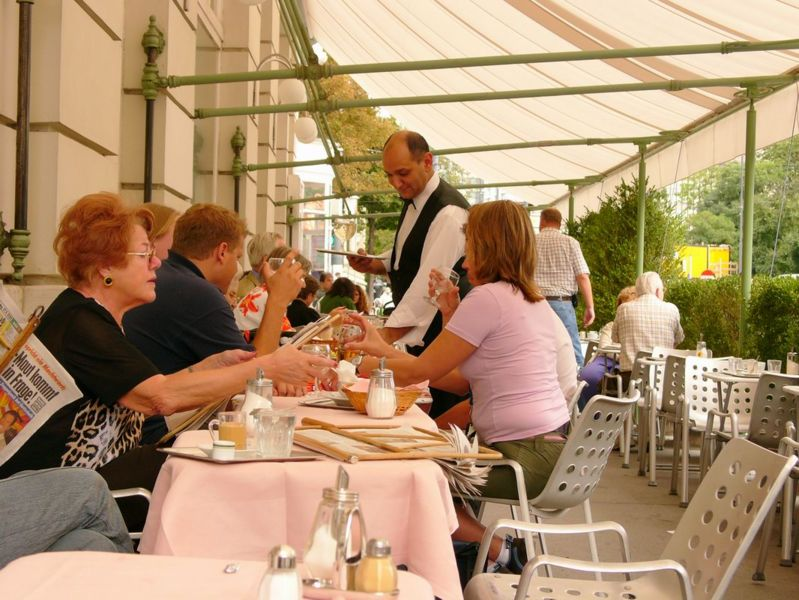
Официант в венском шанигартене

- Обязан быть приветливым и уважительным к гостям заведения;
- Досконально знать меню и винную карту;
- Знать и качественно выполнять все правила по обслуживанию гостей;
- Опрятно выглядеть;
- Корректно заполнять счёт и рассчитать гостя;
- Проходить медосмотр и быть здоровым на работе;
- Знать и выполнять правила техники безопасности в заведении.

## Труд официантов в США
Работа официанта (как и медицинское обслуживание и обучение) представляет собой составную часть сферы обслуживания и входит в число наиболее распространённых трудовых занятий в США. По оценкам Бюро трудовой статистики на май 2008 года, в США насчитывалось свыше 2,2 миллиона человек, занятых обслуживанием в сфере общественного питания.